# Tornau (Stendal)
Tornau ist ein Ortsteil der Ortschaft Döbbelin-Tornau der Hansestadt Stendal im Landkreis Stendal in Sachsen-Anhalt, (Deutschland).

## Geographie
Tornau, ein in Nord-Süd-Richtung angelegtes Straßendorf mit Kirche, liegt etwa 5 Kilometer südwestlich der Kernstadt von Stendal in der Altmark. Im Süden der Gemarkung Tornau fließt die Uchte nach Osten.
Nachbarorte sind Möringen mit dem Bahnhof Möringen im Westen, Wahrburg und Stendal Westen, Döbbelin im Süden und Insel im Süden.

## Geschichte

### Mittelalter bis Neuzeit

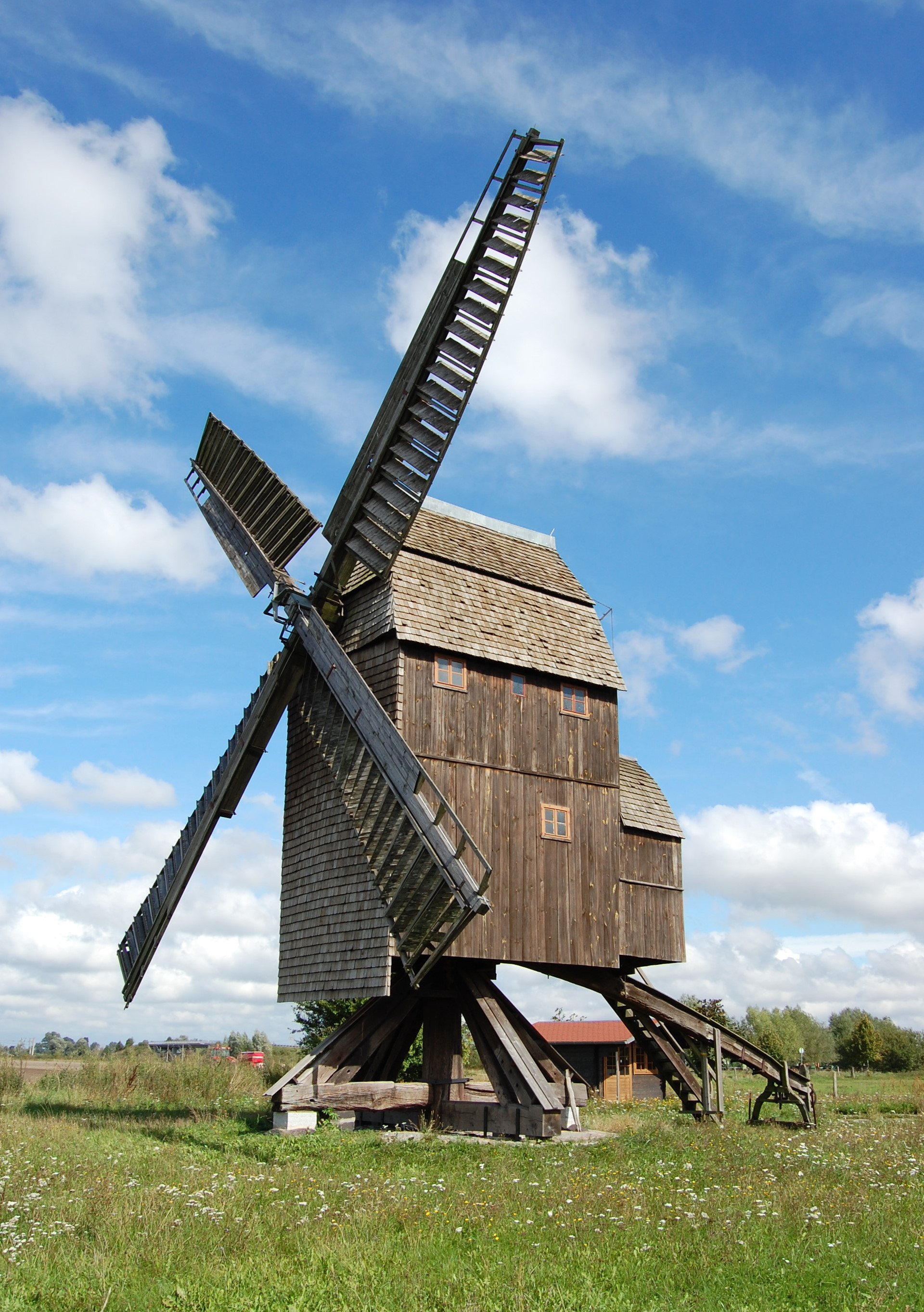
Bockwindmühle Tornau

Im Jahre 1217 wurde ein Erwinus de Tornowe als Zeuge in Barleben genannt.
Die erste urkundliche Erwähnung des Ortes stammt aus dem Jahre 1238 als tornowe iuxta Steyndale dimidium, dem Grafen Siegfried von Osterburg gehörte Tornau bei Stendal zur Hälfte. In der Urkunde wird berichtet, dass Siegfried von Osterburg Dörfer und Besitz in der Altmark, mit denen er vorher vom St. Ludgerikloster Helmstedt belehnt worden war, dem Abt Gerhard von Werden und Helmstedt überschrieb. Das Kapitel zu Königslutter verkaufte im Jahre 1253 seine Hebungen in Tornowe an das Domstift Stendal. Im Landbuch der Mark Brandenburg von 1375 wird das Dorf als Tornow aufgeführt, das einem Schadewachten in Stendal gehörte. Weitere Nennungen sind 1687 Tornow und 1804 Dorf und Gut Tornau oder Tornow mit einer Windmühle und drei Leinewebern.
Der Ort wechselte häufig seinen Besitzer. Nach schweren Zerstörungen im Dreißigjährigen Krieg wurde der Ort neu aufgebaut. Hierbei veränderte sich jedoch die Ortslage etwas. So wurden 200 Meter nördlich des heutigen Dorfs behauene Fundamentsteine gefunden.
Südöstlich der Kirche steht ein erhaltener mittelalterlicher Wohnturm. Ein alter Teich daneben führt zu Vermutungen, dass er Teil der Verteidigungsanlage der Burganlage war.

### Vorgeschichte
Die bei Tornau gefundene Streitaxt aus der frühen Trichterbecherkultur stammt aus der ersten Hälfte des 4. Jahrhunderts v. Chr.

### Herkunft des Ortsnamens
Heinrich Sültmann meint, der Name des Ortes 1253 tornowe geschrieben, stammt vom slawischen „torn“ für „Dorn“ oder „Dornbusch“.

### Eingemeindungen
Ursprünglich gehörte das Dorf Tornau zum Stendalschen Kreis der Mark Brandenburg in der Altmark. Zwischen 1807 und 1813 lag es im Stadtkanton Stendal auf dem Territorium des napoleonischen Königreichs Westphalen. Nach weiteren Änderungen gehörte die Gemeinde ab 1816 zum Kreis Stendal, dem späteren Landkreis Stendal.
Am 25. Juli 1952 kam die Gemeinde Tornau in den neuen Kreis Stendal. Am 1. Juli 1973 wurde Tornau nach Insel eingemeindet.
Mit Wirkung zum 1. September 2010 erfolgte die Eingemeindung von Insel nach Stendal per Gesetz. Seitdem gehört der Ortsteil Tornau zu Stendal und zur neu errichteten Ortschaft Insel.
Am 25. September 2023 beschlossen die Mitglieder des Stendaler Stadtrates die Neugründung der Ortschaft Döbbelin-Tornau, bestehend aus den Gemarkungen Döbbelin und Tornau. Sie wurde zum 3. März 2024 wirksam, so dass Tornau seitdem zur Ortschaft Döbbelin-Tornau gehört.

### Einwohnerentwicklung
| Jahr | Einwohner |
| ---- | --------- |
| 1734 | 117       |
| 1772 | 094       |
| 1790 | 138       |
| 1798 | 145       |
| 1801 | 155       |
| 1818 | 116       |
| 1840 | 145       |

| Jahr | Einwohner |
| ---- | --------- |
| 1864 | 136       |
| 1871 | 145       |
| 1885 | 163       |
| 1892 | [00]162   |
| 1895 | 179       |
| 1900 | [00]177   |
| 1905 | 195       |

| Jahr | Einwohner |
| ---- | --------- |
| 1910 | [00]231   |
| 1925 | 248       |
| 1939 | 205       |
| 1946 | 283       |
| 1964 | 210       |
| 1971 | 209       |
| 2013 | [00]117   |

| Jahr | Einwohner |
| ---- | --------- |
| 2014 | [00]119   |
| 2018 | [00]121   |
| 2019 | [00]124   |
| 2021 | [00]123   |
| 2022 | [00]115   |
| 2023 | [0]116    |

Quelle bis 1972, wenn nicht angegeben:

## Religion

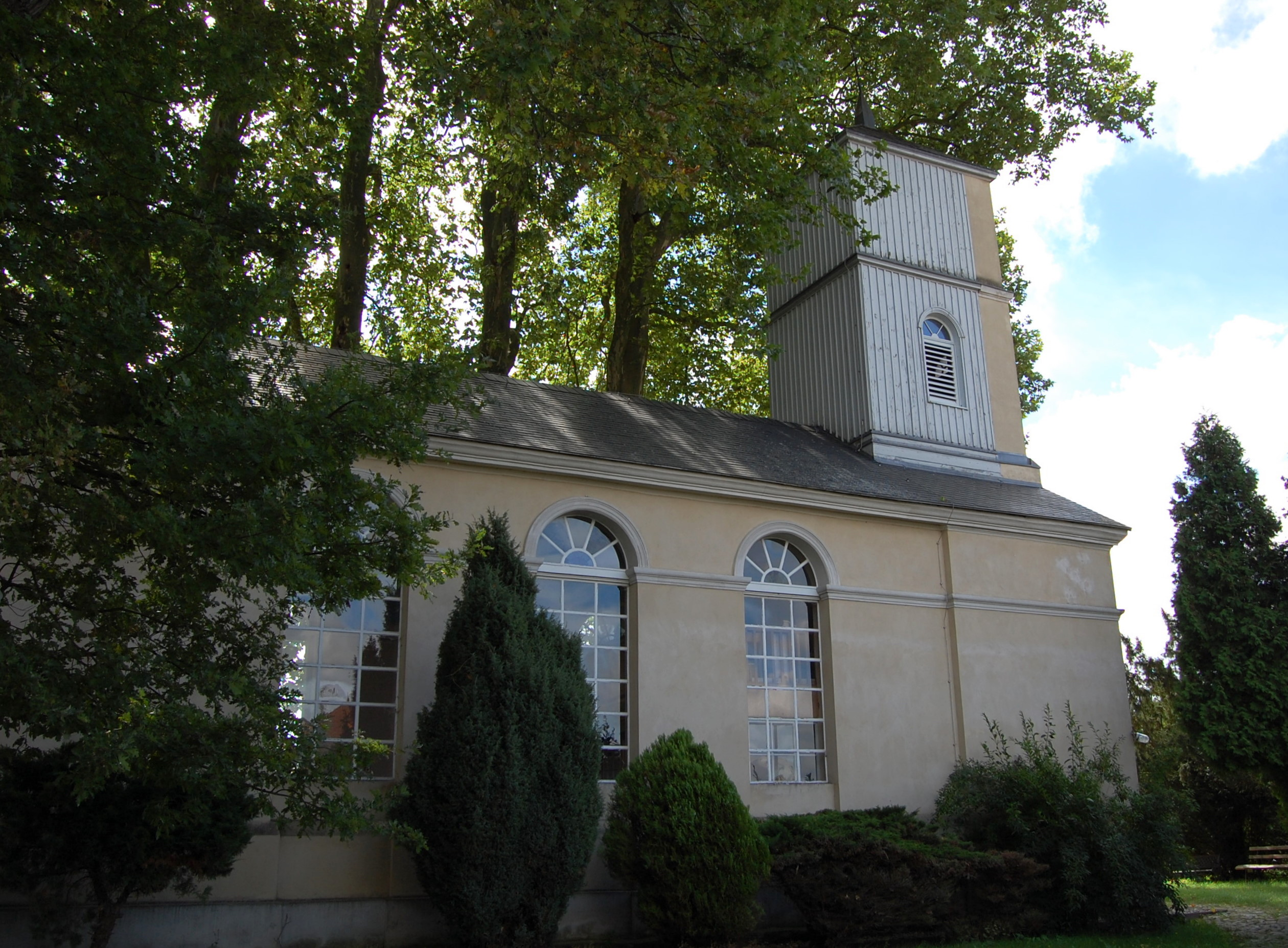
Dorfkirche Tornau

Die evangelische Kirchengemeinde Tornau, die früher zur Pfarrei Uenglingen bei Stendal gehörte, wird betreut vom Pfarrbereich Möringen-Uenglingen im Kirchenkreis Stendal im Bischofssprengel Magdeburg der Evangelischen Kirche in Mitteldeutschland.
Die ältesten überlieferten Kirchenbücher für Tornau stammen aus dem Jahre 1700.
Die katholischen Christen gehören zur Pfarrei St. Anna in Stendal im Dekanat Stendal im Bistum Magdeburg.

## Kultur und Sehenswürdigkeiten
- Die evangelische Dorfkirche Tornau wurde 1836 an der Stelle eines Vorgängerbaus errichtet. 1999 wurden Turm, Dach und Fassade restauriert.[25]
- Der Ortsfriedhof ist auf dem Kirchhof. Das Friedhofsportal, ein Backsteinbau, stammt aus dem 16. Jahrhundert.[25]
- Südlich der Kirche steht auf dem Gelände eines ehemaligen Herrenhofes ein aus Feldstein errichteter Turm einer Niederadelsburg aus dem 14. oder 15. Jahrhundert. Ursprünglich hatte er zwei Geschosse. Erhalten sind der untere Raum mit Kreuzgratgewölbe, Belüftungssystem und Kaminzug im Mauerwerk. Dieser frühere Wohnturm ist der Rest der einzigen in der Altmark erhaltenen Turmhügelburg.[26]
- Westlich des Dorfs steht die historische Bockwindmühle Tornau.

## Verkehr
Es verkehren Linienbusse und Rufbusse von stendalbus. Tornau liegt an der Bahnstrecke Berlin–Lehrte und der Schnellfahrstrecke Hannover–Berlin.